# MV Moby Dick
Le MV Moby Dick était un navire de Greenpeace. Ancien navire de pêche néerlandais lancé en 1959, il faisait partie de la flotte Arc-en-Ciel à partir de 1986.